# Csúcsfejek
A Csúcsfejek (eredeti cím: Coneheads, azaz Kúpfejek) 1993-ban bemutatott amerikai sci-fi filmvígjáték, melyet a Paramount Pictures mutatott be. Rendezője Steve Barron, producere Lorne Michaels. A főszerepet Dan Aykroyd, Jane Curtin és Michelle Burke alakítja. A film az NBC Saturday Night Live című sorozata alapján készült. A film a Földön rekedt idegenekről szól, akik a Remulakian vezetéknevüket "Csúcsfejek"-re angolosították. Michelle Burke vette át Laraine Newman szerepét az SNL-ben. A filmben a korabeli tévésorozatok színészei és komikusai is szerepet kaptak, akik cameóznak.
1993. július 23-án mutatták be.

## Cselekmény
Beldar és Prymaat elhagyják a Remulak nevű bolygót, hogy felkészüljenek a Föld inváziójára. Egy meghibásodás miatt azonban a Hudson folyóba zuhannak, és kénytelenek a New Jersey állambeli Paramusban letelepedni, ahol Beldar háztartási gépek eladójaként kap munkát, és hamis társadalombiztosítási kártyával köt üzletet.
Hamarosan a Föld megszállásának minden gondolata a háttérbe szorul, mivel Beldar és Prymaat gyorsan alkalmazkodik a külvárosi élethez - a csúcsfejüket és metál hangjukat leszámítva tipikus középosztálybeli külvárosi családdá válnak. A csúcsfejeknek gyerekük születik, Connie, Beldar pedig New York-i taxisofőr lesz, és saját autósiskolát indít.
Connie tinédzserré cseperedik, és a szomszéd fiú, Ronnie belezúg, mert szereti megsimogatni a fejét. Ám egy aljas bevándorlási ügynök, Gorman Seedling, és alattomos asszisztense, Turnbull a csúcsfejek nyomába erednek, mert Beldar hamis társadalombiztosítási kártyával rendelkezik.
Remulakiai nagymester ráadásul azon kezd tanakodni, hogy mi történt Beldar inváziójával a Naptól számított harmadik sziklán.

## Szereplők
| Karakter                                 | Színész           | Magyar hang          |
| ---------------------------------------- | ----------------- | -------------------- |
| Beldar Csúcsfej (Donald R. DeCicco)      | Dan Aykroyd       | Szakácsi Sándor      |
| Prymatt Csúcsfej (Mary Margaret DeCicco) | Jane Curtin       | Básti Juli           |
| Connie Csúcsfej                          | Michelle Burke    | Für Anikó            |
| Gorman Seedling, bevándorlási biztos     | Michael McKean    | Ujréti László        |
| Marlax                                   | Phil Hartman      | Kardos Gábor         |
| Larry Farber                             | Jason Alexander   | Forgács Péter        |
| Lisa Farber                              | Lisa Jane Persky  | Vándor Éva           |
| Otto                                     | Sinbad            | Szabó Sipos Barnabás |
| Gladys Johnson, tanuló vezető            | Jan Hooks         | Zsolnai Júlia        |
| Ronnie, a szerelő                        | Chris Farley      | Kerekes József       |
| Carmine                                  | Adam Sandler      | Széles László        |
| Szenátor                                 | Kevin Nealon      | Mihályi Győző        |
| Eli Turnbull, bevándorlási ügynök        | David Spade       | Stohl András         |
| Christina                                | Joey Lauren Adams |                      |
| Stephanie                                | Parker Posey      |                      |
| Igazgatónő                               | Julia Sweeney     | Andresz Kati         |
| Edzőnő                                   | Ellen DeGeneres   |                      |
| Golfozó                                  | Tom Arnold        | Csuja Imre           |
| Dr. Rudolph, fogász                      | Jon Lovitz        | Harsányi Gábor       |
| Légi irányító                            | Robert Knott      | Balázsi Gyula        |
| Légi irányítás parancsnoka               | Jonathan Penner   | Csuja Imre           |
| F-16 pilóta                              | Whip Hubley       | Uri István           |
| Pilóta                                   | Howard Napper     | Csuja Imre           |
| Hotelportás                              | Michael Richards  | Várkonyi András      |
| Öreg nő a bevándorlási hivatalban        | Rosa Maria Briz   | Kassai Ilona         |
| Taxi utas                                | Drew Carey        | Pataki Imre          |
| Khoudri                                  | Shishir Kurup     | Wohlmuth István      |
| Doktor                                   | Barry Kivel       |                      |
| Tűzoltóparancsnok                        | Walter Robles     | Pataki Imre          |
| Ceremóniamester                          | Sam Freed         | Balázsi Gyula        |
| Űrhajó parancsnok                        | Garrett Morris    | Csuja Imre           |
| Fő csúcsfej                              | Dave Thomas       | Csurka László        |
| Laarta                                   | Laraine Newman    | Koffler Gizi         |

## Filmkészítés
Tom Davis, aki a Saturday Night Live karaktereit alkotta meg, írta a forgatókönyv első változatát. Nem volt elégedett a producerek döntéseivel, többek között azzal, hogy a Remulak-jeleneteket egy gladiátorarénában játszották, nem pedig az általa elképzelt külvárosi környezetben.
Bár vannak különbségek, a Csúcsfejek többnyire ugyanazt a cselekményt követi, mint a tíz évvel korábban készült animációs különkiadás. A hasonlóságok közé tartozik, hogy a Csúcsfejek a Földön ragadnak, Beldar háztartási gépjavítóként dolgozik, Connie pedig egy Ronnie nevű földlakóval randizik.
A film nagyrészt a New Jersey állambeli Paramusban játszódik. Néhány jelenetet New York Cityben és a New Jersey-i Jersey City és Wrightstown városokban forgattak.

## Fordítás
- Ez a szócikk részben vagy egészben  a   Coneheads (film) című angol Wikipédia-szócikk fordításán alapul.  Az eredeti cikk szerkesztőit annak laptörténete sorolja fel. Ez a jelzés csupán a megfogalmazás eredetét és a szerzői jogokat jelzi, nem szolgál a cikkben szereplő információk forrásmegjelöléseként.